# Action noxale
Vous pouvez aider à l'améliorer ou bien discuter des problèmes sur sa page de discussion.
- Certaines informations devraient être mieux reliées aux sources mentionnées dans la bibliographie ou les liens externes. Améliorez sa vérifiabilité en les associant par des références. (Marqué depuis décembre 2018)
- Il ne s’appuie pas, ou pas assez, sur des sources secondaires ou tertiaires. (Marqué depuis janvier 2019)
- Il n’est pas rédigé dans un style encyclopédique. (Marqué depuis décembre 2018)

- Archive Wikiwix
- Bing
- Cairn
- DuckDuckGo
- E. Universalis
- Gallica
- Google
- G. Books
- G. News
- G. Scholar
- Persée
- Qwant
- (zh) Baidu
- (ru) Yandex
- (wd) trouver des œuvres sur Wikidata

Les actions noxales sont, dans le droit de la Rome antique, des actions intentées à raison d'un dommage ou d'un méfait commis par des alieni iuris, c'est-à-dire des personnes sous la puissance d'une autre, comme un animal, une chose, un esclave ou ceux qui sont sous l'autorité d'un pater familias (l'ancêtre des mâles vivants).
Elles permettent, en cas de condamnation, d'éviter le paiement de la litis oestimatio en livrant l'auteur du délit à la victime.
Justinien reproduit cette définition dans ses institutes en indiquant le sens des mots noxa et noxia.
Gaius en donne par ailleurs cette définition : « Noxales actiones appellantur, que non ex contractu, sed ex noxa atque maleficio servorum adversus nos instituuntur. Quarum actionum vis et potestas hoec est, ut, si damnati fuerimus, liceat nobis deditione ipsius corporis, quod deliquerit, evitare litis oestimationem »[À traduire].

## Origines
L'origine des actions noxales est ancienne, elle est mentionnée dans la Loi des Douze Tables.
Cette loi reproduit les dispositions de la coutume antérieure.
Sextus Aurelius Victor rapporte que le Roi Evandre livra en noxe un esclave du nom de Cacus qui avait volé les bœufs de Recaranus. Ces faits prouvent l'ancienneté de l'abandon noxal romain.
L'édit du préteur est la source la plus abondante des actions noxales. Une fois le principe de la noxalité admis par le droit civil, le préteur retendit en donnant comme noxales des actions que le droit civil ne donnait que comme directes ; il l'étendit surtout en l'appliquant aux nouveaux délits qui trouvaient place dans son édit.
Les droits antiques connaissaient donc le régime de la noxalité, régime particulier par lequel le Pater ou le maître d'un esclave abandonnait à la victime l'animal, ou la chose, ou versait une somme d'argent. Ce régime par la suite, s'assouplira et sera limité.

## Les actions noxales dans l'ancien droit romain
Dans le très ancien droit romain, le pater familias avait la possibilité de livrer le coupable à la victime du délit. Il avait aussi la possibilité de verser une composition pécuniaire, c'est-à-dire une somme d'argent. La responsabilité dans l'ancien droit romain est de nature objective, ainsi la faute ne présentait pas la connotation morale qui a été introduite par le christianisme.

### Conditions d'existence de l'action noxale
1. Un dommage causé injustement ;
2. Un dommage causé par un alieni iuris et soumise à la puissance d'un tiers au moment de la poursuite ;
3. Un dommage ou préjudice d'une personne qui n'a pas eu l'auteur en sa puissance depuis le dommage (délit) ;
4. Un dommage causé sans l'ordre du maître, qui ne doit pas être complice du délit.

Si les conditions sont remplies, le choix est offert à celui contre qui l'action est intentée entre payer l'amende afin de dédommager la victime ou bien livrer le coupable. Dans tous les cas comme dans toutes les actions pénales le pater familias n'est jamais tenu de défendre le délinquant. De plus, la sanction ne peut excéder la délivrance (deditio) de l'auteur matériel du dommage.
L'action est intentée contre le maître qui détient l'alieni iuris (enfant, esclave, animal) sous sa puissance.
Si l'enfant est émancipé, il répondra évidemment lui-même de son acte, car il n'est plus sous l'autorité du pater familias. Pour l'esclave vendu, l'idée est la même.
Si l'alieni iuris décède au cours du procès, le pater familias peut livrer son cadavre. La victime récupérant le cadavre pourra priver le coupable d'une sépulture, ce qui rendra son âme errante pour l'éternité. C'est une forme de vengeance.

### Les personnes contre qui l'action noxale peut être intentée
En principe sont tenus de l'action noxale tous ceux qui ont à la fois la possession légale de l'esclave (animo domini), et la possession de fait (pouvoir physique de disposition sur l'auteur de l'acte).
Par exemple, on refusera donc l'action contre ceux qui ne possèdent pas l'esclave comme le commodataire et le dépositaire qui ne sont que des détenteurs. À l'inverse, le gagiste et le précariste ont eux une véritable possession, mais dépourvue de animus domini.

## Les actions noxales en droit classique
En droit classique, et surtout dans le droit byzantin, on va alléger et assouplir l'abandon noxal. Celui-ci continue d'être pratiqué et on admet en supplément que l'action noxale soit intentée contre le propriétaire de l'esclave mais aussi contre le possesseur de bonne ou de mauvaise foi. Ici, à l'inverse de l'ancien droit romain, la responsabilité devient subjective.
Le système va s'adoucir et se restreindre. C'est ainsi que l'abandon noxal est interdit contre les filles. Pour le fils de famille, dès le IIIe sièclede notre ère, le prêteur oblige la victime à affranchir le fils de famille lorsqu'il est remboursé.
À la fin de l'époque classique, l'abandon noxal n'est plus utilisé que contre les esclaves et les ennemis. Également, au Bas Empire, l'esclave bénéficiera du même sort que le fils de famille, ce qui réduit encore le champ d'application de la noxalité.